# Liolaemus sagei
Liolaemus sagei är en ödleart som beskrevs av  Richard Etheridge och CHRISTIE 2003. Liolaemus sagei ingår i släktet Liolaemus och familjen Tropiduridae. Inga underarter finns listade i Catalogue of Life.